# 丽江黑龙潭
丽江黑龙潭公园也称玉泉公园，位于丽江古城北部，总占地面积625.3万平方米，海拔2419米，为世界文化遗产－丽江古城的一部分。黑龙潭泉群主要由象山东麓的九子海洼地及其周边山系的泉水补给，潭水经玉河向南流入丽江古城，是丽江古城水系的主要来源。

## 历史
黑龙潭风景区的古建筑始建于清乾隆二年（公元1737年）。1999年公布为丽江地区第一批文物保护单位，2006年公布为第六批全国重点文物保护单位，文物点为文明坊（即黑龍潭公園大門）、锁翠桥、得月楼、龙神祠、光碧楼、一文亭、五凤楼、解脱林门楼、戏台9个建筑，解脱林门楼、五凤楼、光碧楼、一文亭、文明坊5座建筑为从其他地方迁建于此。2009年被评为国家4A级旅游景区。

## 黑龙潭水与丽江古城
丽江古城所成为丽江盆地，四面环山。黑龙潭由众多泉水组成，位于盆地东北部象山山麓，由海拔高程2800米到3588米的九子海断块溶蚀区补给，九子海断块溶蚀区将伏流的暗河水转化为地下水（泉水）后形成大气降水、地表水以及地下水运输到20千米外的黑龙潭泉群，当九子海的年降水量达到1400毫米时黑龙潭水终年不断流，而小于1000毫米会持续枯竭。黑龙潭岩溶地下水系为南北向，北高南低，汇水面积约180平方公里，黑龙潭水体面积则约5万立方米，黑龙潭泉群地下水属碳酸盐岩类半裸露型岩溶地下水，含水层主要为三叠系北衙组灰岩和白云质灰岩。象山山麓百余米内有十几处泉眼，出水量为2立方米每秒到4.4立方米每秒，黑龙潭水自锁翠桥下泻，分东、中、西三路流入丽江古城。除中河为天然河流外，东河和西河分别于清代和元代。
黑龙潭水在历史上有多次断流，自20世纪初至20世纪80年代，约每20年出现一次；自20世纪80年代至20世纪末，约每5年出现一次。而自21世纪以来出现年年断流情况，至2012年1月21日黑龙潭水再次全面断流，一直持续至2014年4月10日断流809天，为历史上黑龙潭断流天数最久的一次。

## 傳說
相傳在很久以前，有十条蛟龍常作惡於人間，吕洞賓收服了其中的九條，镇壓在市區拓東古幢（即古塔）之下，留下一条小黑龍住在這裏，要其為民謀利。

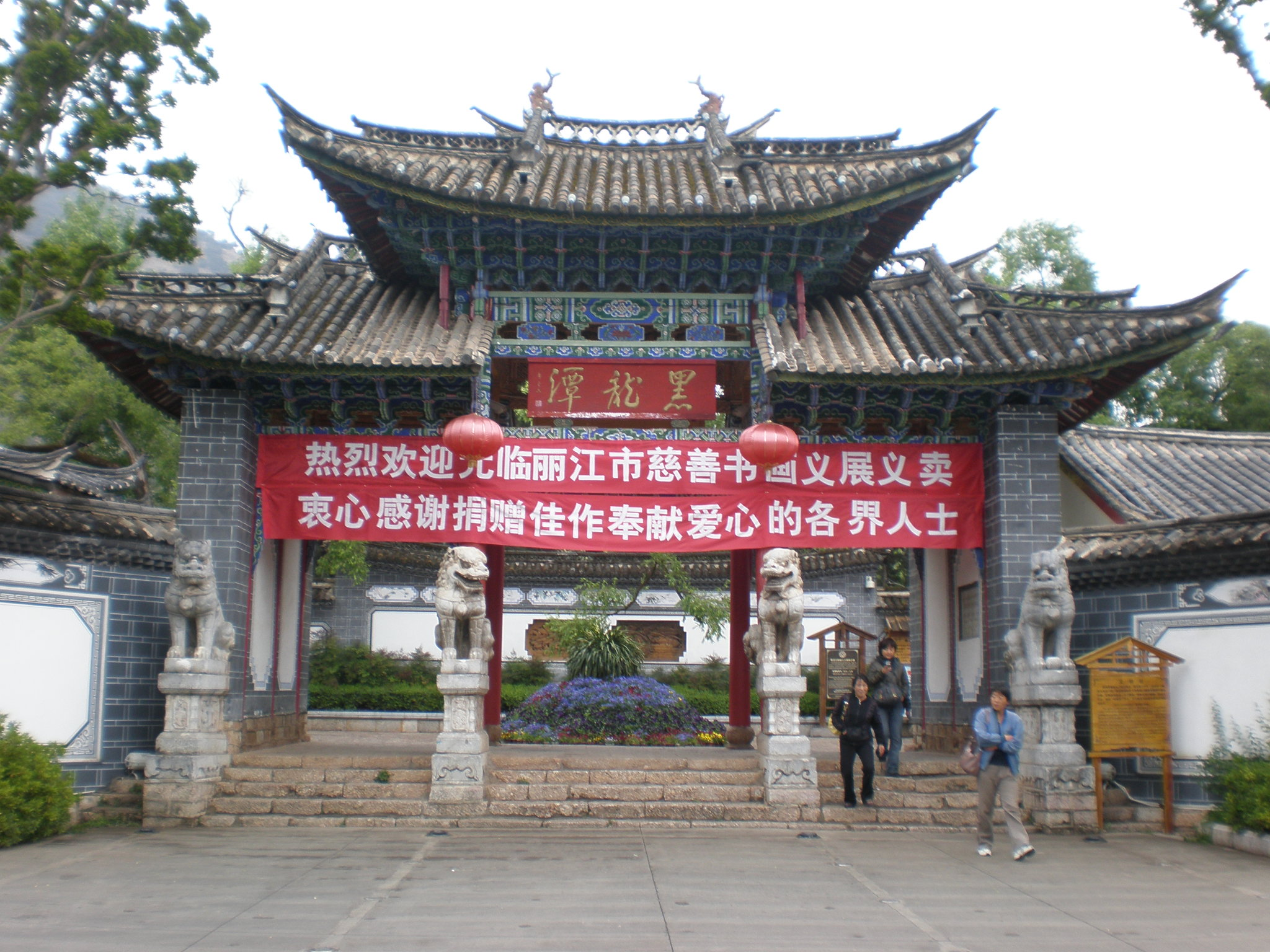
文明坊
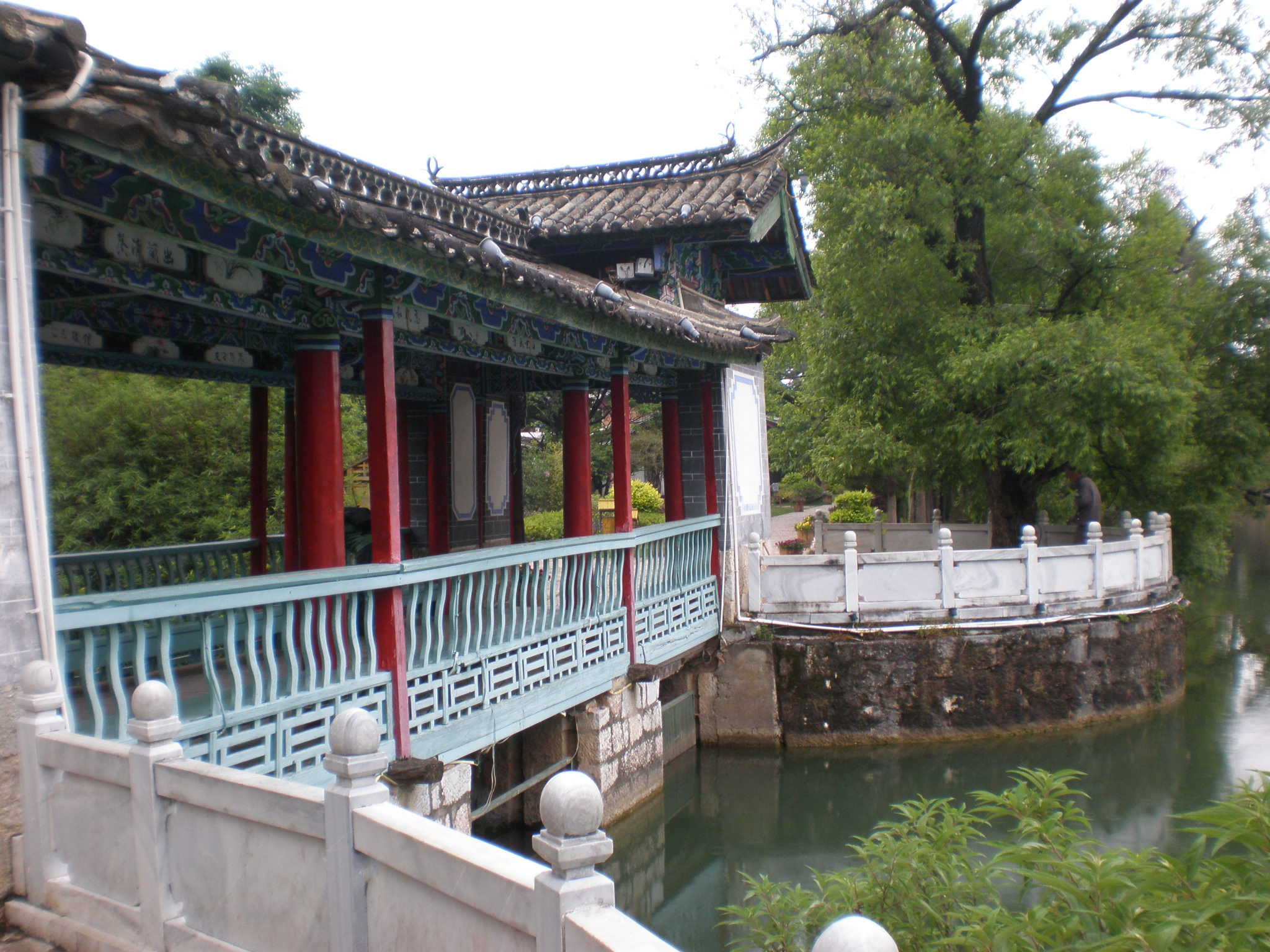
锁翠桥
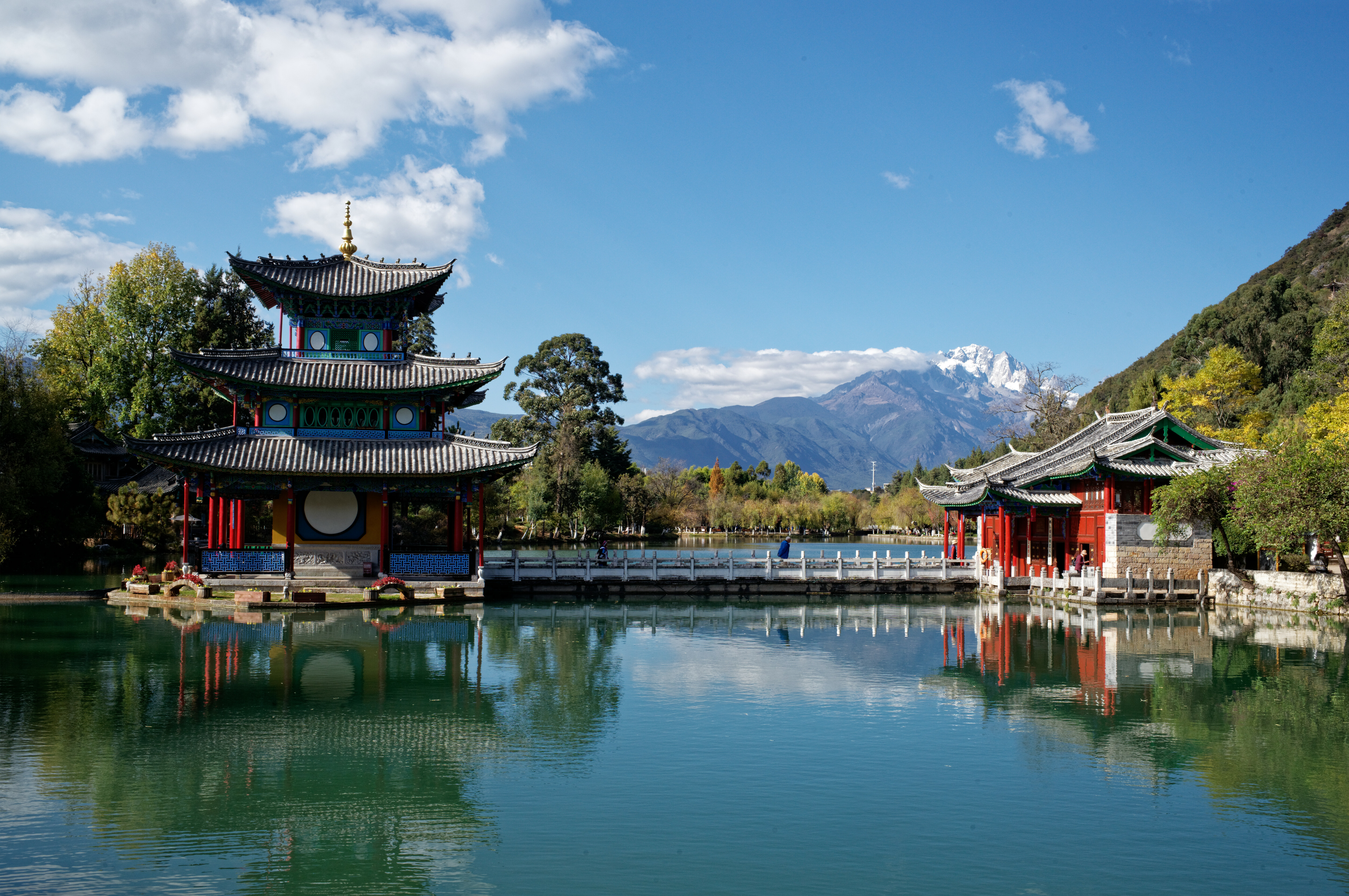
得月楼
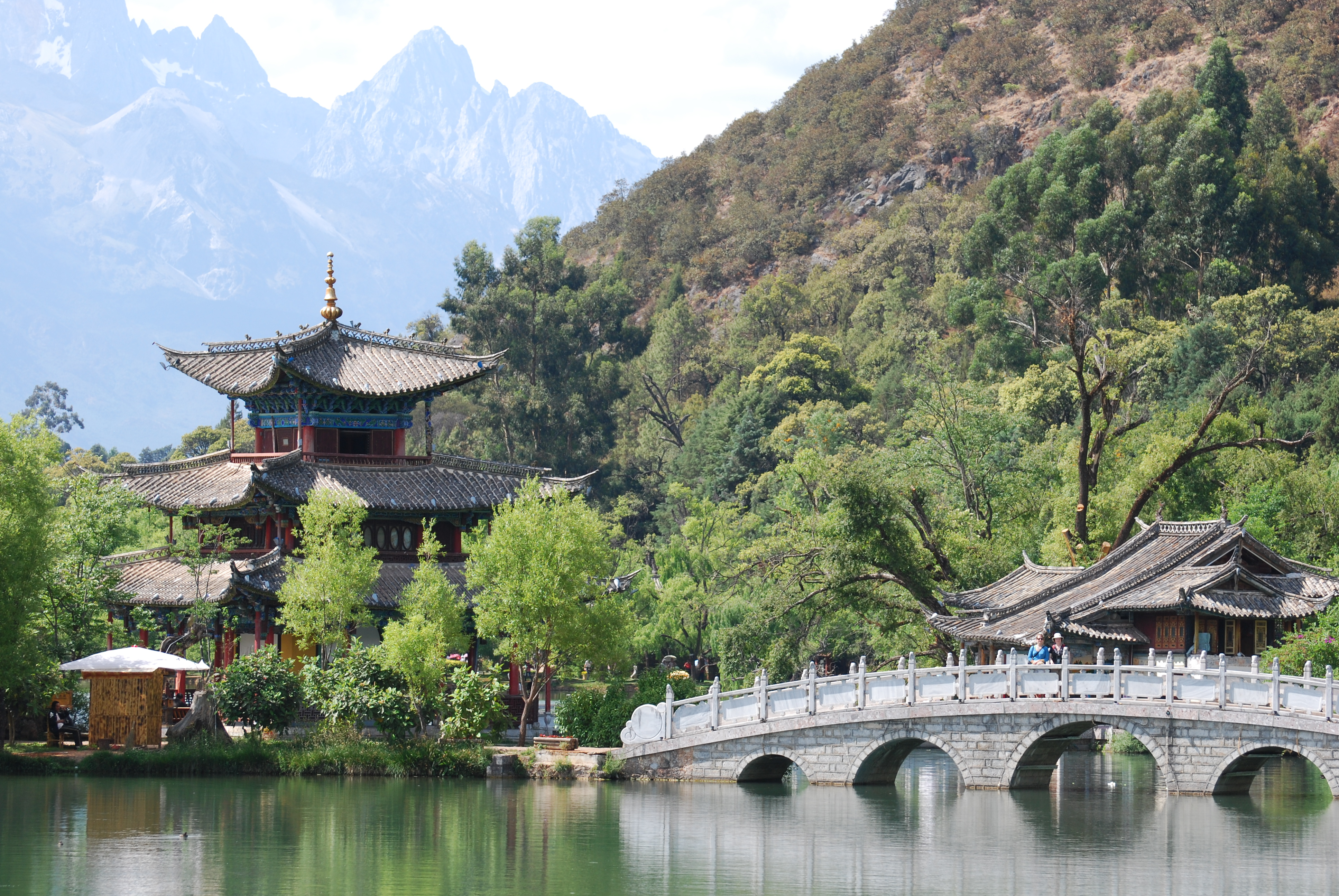
五孔桥与得月楼
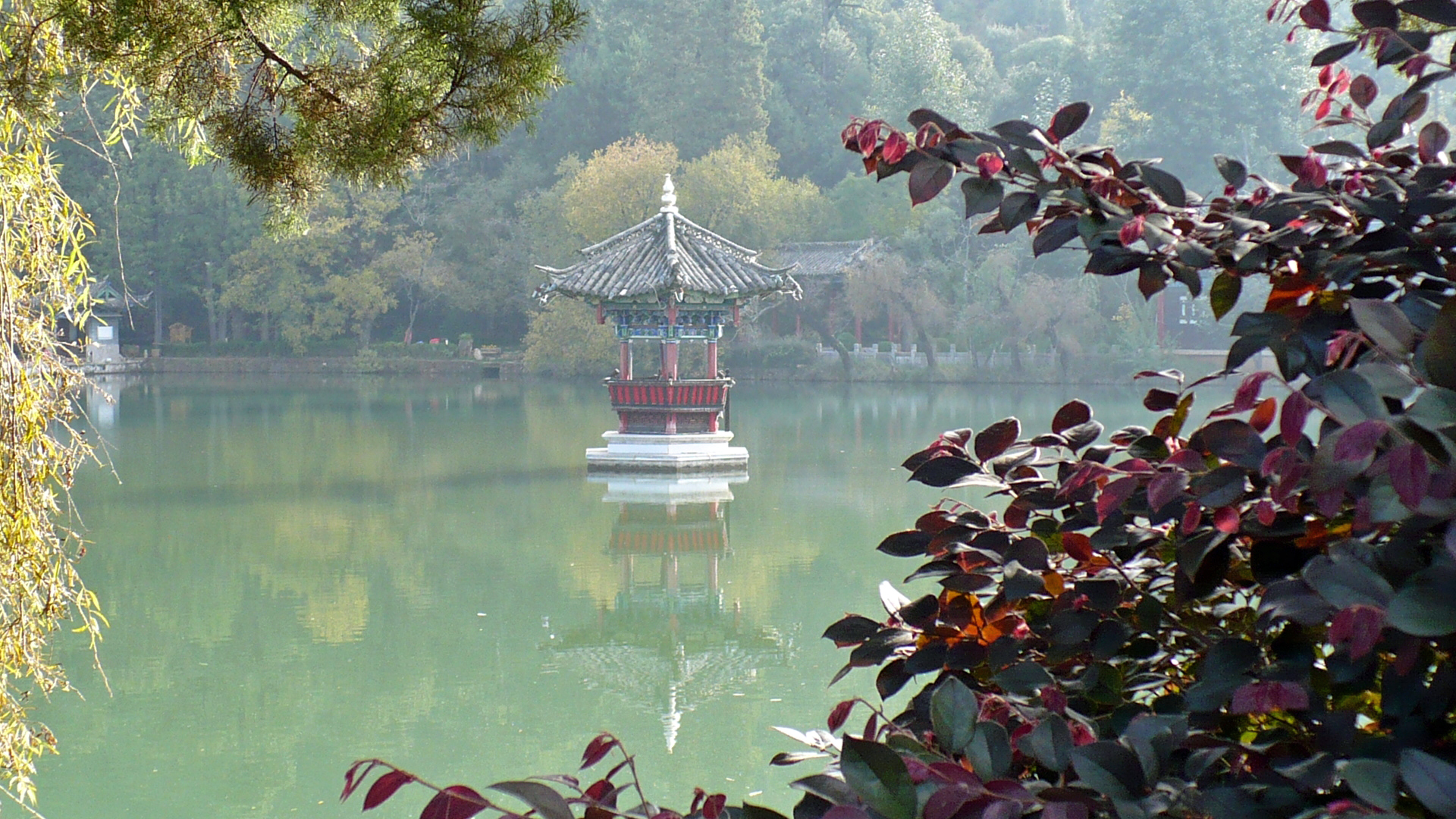
一文亭
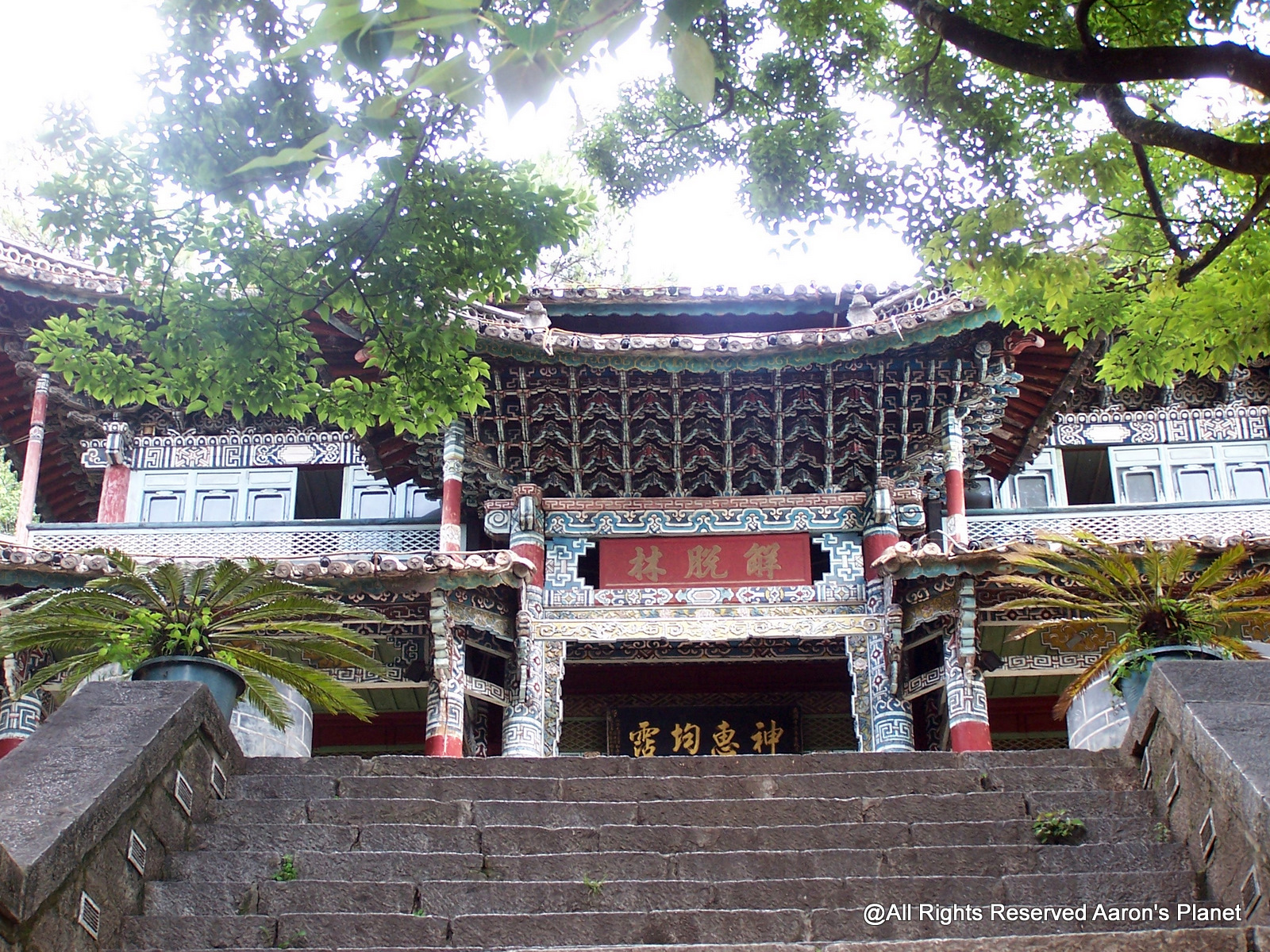
解脱林门楼
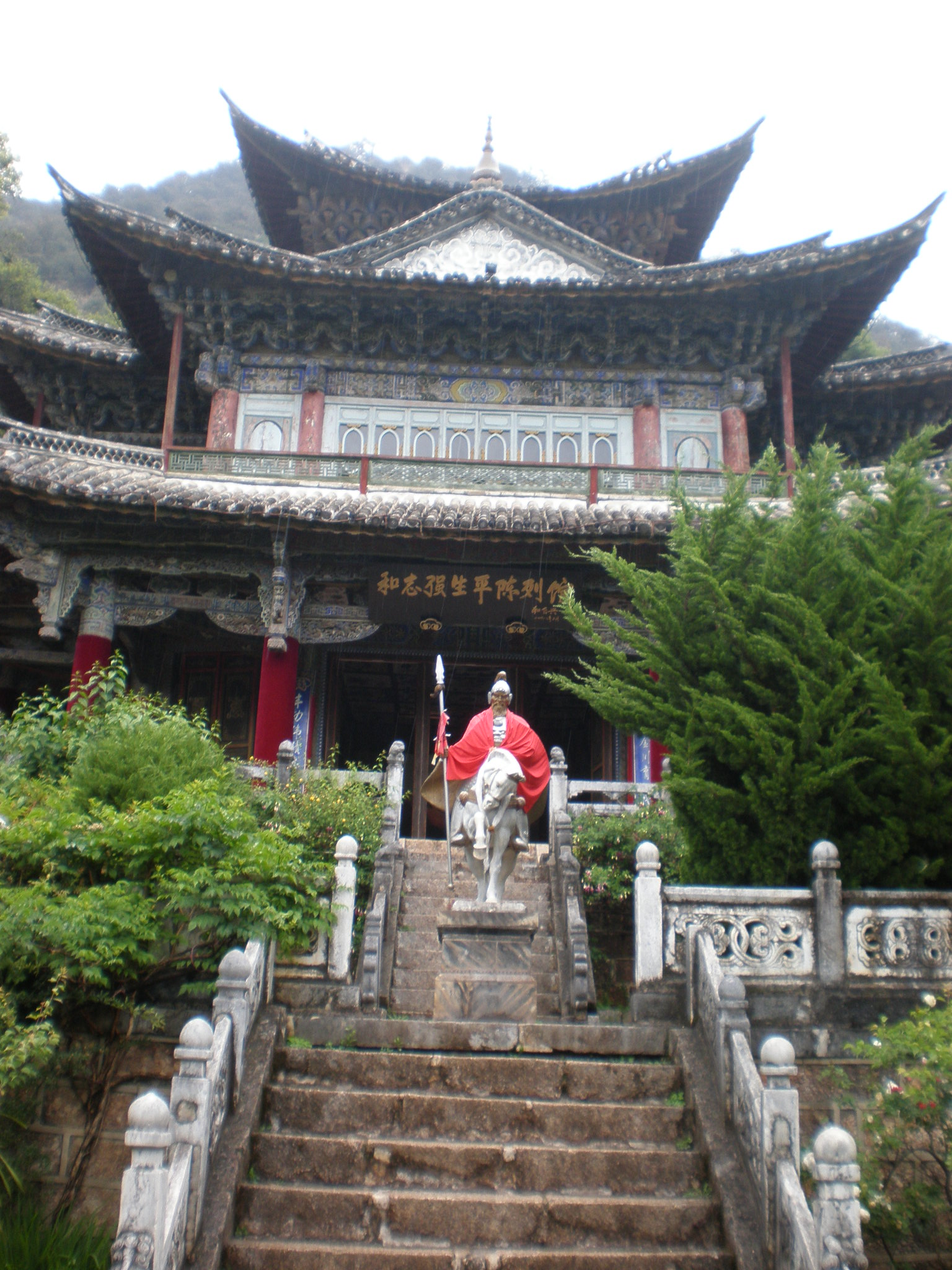
五凤楼
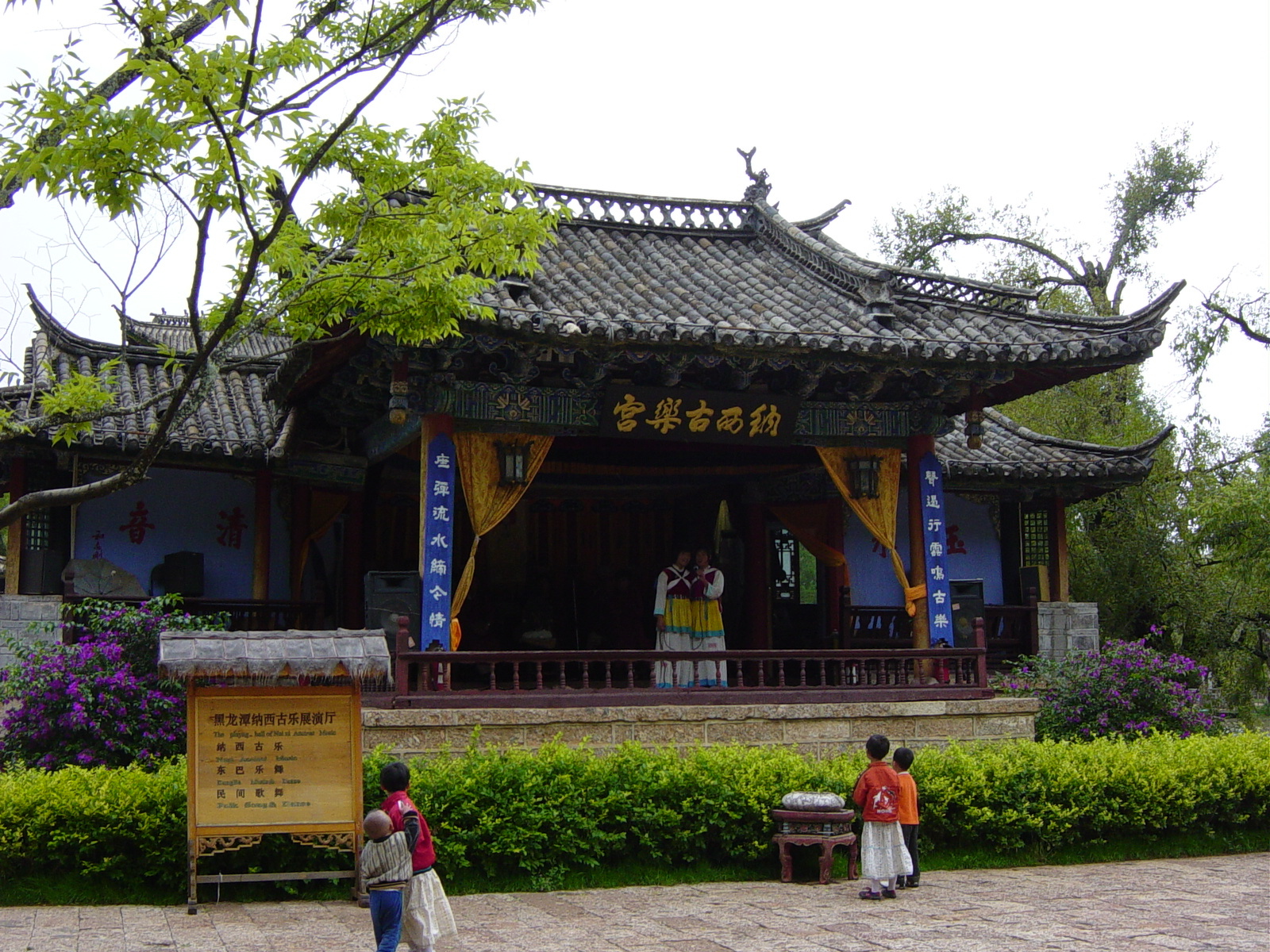
戏台
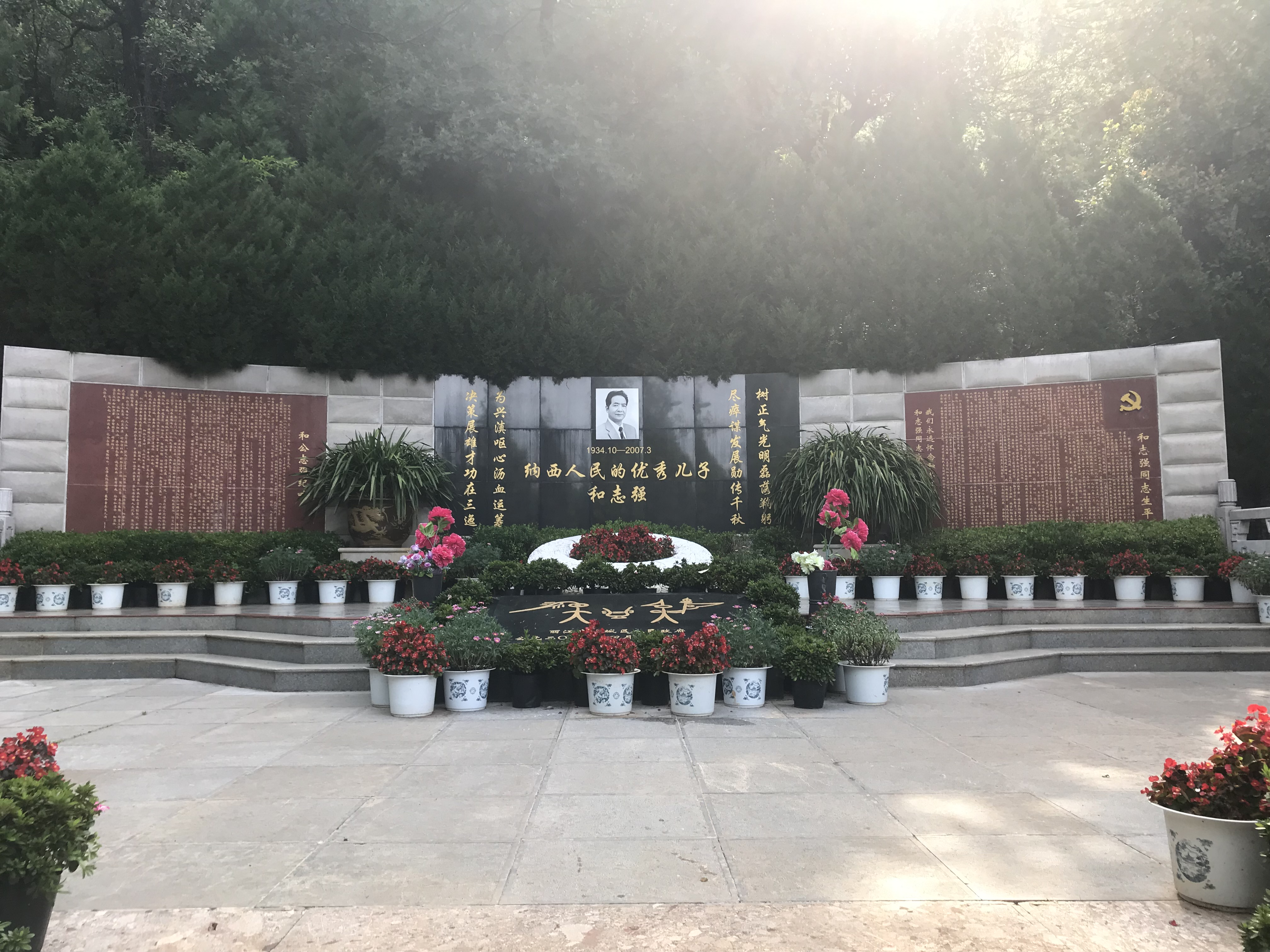
和志强墓